# Ielizaveta Zvantseva
Ielizaveta Nikolaïevna Zvantseva (ou Zvantsova), en russe : Елизавета Николаевна Званцева (Званцова), née le 30 novembre 1864 à Nijni Novgorod et morte le 22 août 1921 à Moscou est une peintre russe.
Élève d'Ilia Répine, propriétaire du domaine de Tartaleï (ru), fondatrice d'ateliers de dessin et de peinture à Moscou et à Saint-Pétersbourg, elle a eu parmi ses élèves Marc Chagall, Elena Gouro et Margarita Sabachnikova-Volochine.

## Biographie

### Famille et premières années
Ielizaveta Nikolaïevna est née le 18 novembre 1864 (30 novembre dans le calendrier grégorien) dans le domaine familial de Tartaleï (ru), près de Nijni Novgorod. Elle est l'arrière petite-fille de Piotr Pavlovitch Zvantsev, fils d'un pacha turc mort lors de la prise de la forteresse de Jvanets (ru) en 1769, pendant la guerre russo-turque de 1768-1774. L'empereur de Russie Paul Ier recueille alors l'enfant, le fait baptiser du nom de Piotr, et lui donne le patronyme de Pavlovitch. Son nom de famille, Jvantsov, formé à partir du nom de la forteresse, deviendra ensuite Zvantsov et enfin Zvantsev. L'empereur donne à Piotr la propriété de Tarteleï.
Les trois enfants de Piotr Pavlovitch, Konstantin, Piotr et Nikolaï, font partie de l'élite intellectuelle et administrative de Moscou et de Saint-Pétersbourg. Ils embellissent la propriété, restaurent les bâtiments, créent un parc et construisent un théâtre d'été et une école. Nikolaï, le père d'Ielisaveta, est assesseur de collège. Son grand-père maternel, Nikolaï Polévoï, est un écrivain et historien russe connu.
Bien qu'élevée dans ce milieu privilégié, Ielizaveta Zvantseva quitte sa famille à 16 ans et cherche à vivre par elle-même. Elle fait connaissance du peintre Ilia Répine à la fin des années 1880, et intègre son atelier à l'Académie des beaux-arts. En 1889, le peintre, qui s'est épris de la jeune femme, peint cinq portraits d'elle. Il donnera le plus grand par testament au musée d'Art Ateneum à Helsinki.
Ielizaveta Zvantseva a une profonde estime pour Répine, mais ne lui rend pas ses sentiments. Elle n'achève pas l'Académie, et se rend en 1897 à Paris, avec son ami d'enfance Constantin Somov, où elle étudie avec Rodolphe Julian à l'Académie Julian et avec Filippo Colarossi à l'Académie Colarossi,.

### Écoles d'arts
Revenue à Moscou en 1899, elle crée une école d'art, dans laquelle enseignent Constantin Korovine, Valentin Serov et d'autres peintres. En 1906, elle ouvre à Saint-Pétersbourg un atelier de peinture, l'École Bakst et Doboujinski (Школа Бакста и Добужинского), qui existera jusqu'en 1916,,.
L'école est située dans un appartement de la « maison de la Tour » au 35, rue de Tauride, mis à disposition par le poète Viatcheslav Ivanovitch Ivanov. L'immeuble et l'appartement sont un lieu de rencontre entre poètes, écrivains et artistes.
Léon Bakst, dont Kouzma Petrov-Vodkine prendra la suite, et Mstislav Doboujinski y sont professeurs. L'école est réputée pour être une des plus progressistes dans la Russie d'avant 1917. Les méthodes de Bakst poussent enseignants et élèves à nourrir dans l'échange pédagogique leur créativité, à éveiller la curiosité intellectuelle et à repousser leurs limites dans des voies nouvelles et diverses.
Elle a parmi ses élèves Marc Chagall, Sergueï Gorodetski, Elena Gouro, Mikhaïl Matiouchine, Gueorgui Narbout, Anna Ostroumova-Lebedeva, Jean Pougny, Olga Rozanova, et Margarita Sabachnikova-Volochine ,.

### Dernières années
Après la Révolution de 1917, Ielizaveta Zvantseva vit quelque temps à Nijni Novgorod, puis emménage à Moscou. Sans famille, elle s'occupe d'enfants abandonnés dans un orphelinat de Moscou.
Elle meurt le 22 août 1921.

Portraits d'Ielizaveta Zvantseva par Ilia Répine
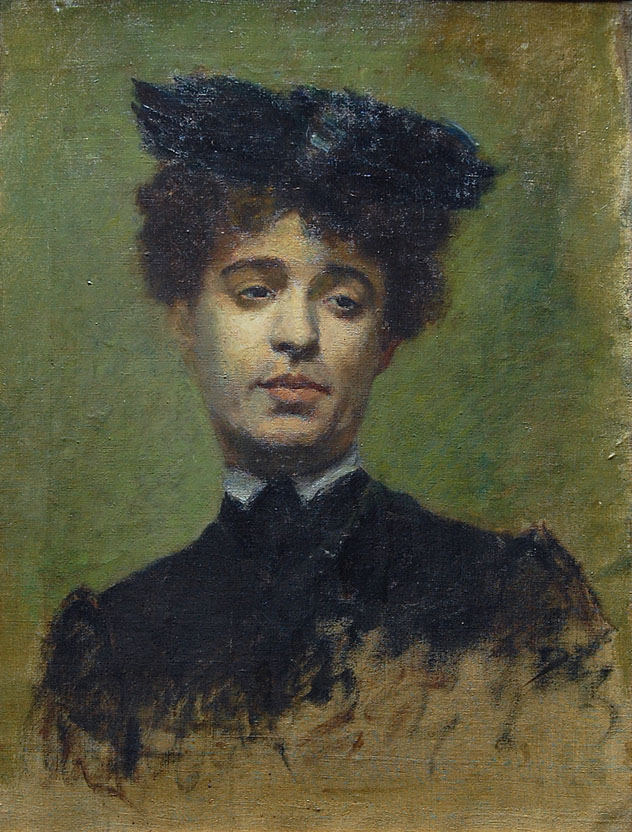
En 1889, localisation inconnue.
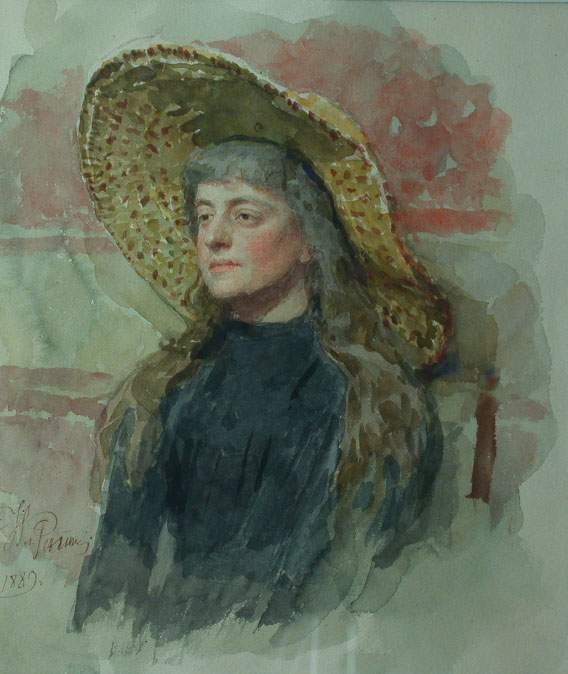
En 1889, Erevan, Galerie nationale d'Arménie.